# Hot Digital Tracks
Hot Digital Tracks — еженедельный, публикуемый американским журналом Billboard, хит-парад цифровых треков-бестселлеров в США. Он отличается от чарта Hot Digital Songs, который комбинирует различные версии песен и получает общее число продаж, например: ремиксы, "explicit" или "clean" версии и любые другие дополнительные версии по отдельности могут фигурировать в чарте Hot Digital Tracks, тогда как общие продажи всех версий песен из сингла занимают только одно место в Hot Digital Songs.
Hot Digital Tracks был создан в 2003 году, но данные, получаемые чартом, не использовались при составлении Billboard Hot 100 вплоть до февраля 2005 года.
Торговая марка HotDigital принадлежит компании "HotDigital of New York City" с 1997 года.

## Внешние ссылки
- Billboard’s Hot Digital Tracks
- HotDigital New York